# Devagiri-M-Kyarkoppa, Dharwad
Devagiri-M-Kyarkoppa là một làng thuộc tehsil Dharwad, huyện Dharwad, bang Karnataka, Ấn Độ.